# Jak–2
A Jak–2 (cirill betűkkel: Як-2) szovjet rövidtávú könnyű bombázó volt a második világháború alatt. Kis példányszámban gyártották a moszkvai 1. sz. repülőgépgyárban és a tusinói 81. sz. repülőgépgyárban. A legtöbb példány megsemmisült a Barbarossa hadművelet során. Továbbfejlesztett, nagyobb teljesítményű motorral felszerelt verziója a Jak–4.
A repülőgép M–103-as motorral felszerelt prototípusa 1939 januárjában emelkedett először a levegőbe.
Nem volt sikeres konstrukció az erősebb motorral szerelt Jak–4-gyel együtt. A sorozatgyártású gépek maximális sebessége elmaradt a prorotípus teljesítményétől. Bombaterhelése egy kétmotoros repülőgéptől elvárthoz képest jelentősen elmaradt. Emiatt a nagy sorozatú gyártása elmaradt, és a harci alkalmazása is rövid életű volt.

## Alkalmazása
A Szovjetunió elleni német támadás kezdetekor 73 darab Jak–2 állt szolgálatban, nagy részük a Kijevi Katonai Körzethez tartozó  316. felderítő repülőezrednél. A repülőgépek többsége a német támadás első napjaiban elpusztult. Az ezred 1941. július 11-én mindössze négy bevethető Jak–2-vel rendelkezett. 

## Műszaki adatok

### Geometriai méretek és tömegadatok
- Hossz: 9,34 m

- Szárnyfesztáv: 14 m

- Szárnyfelület: 29,4 m²

- Üres tömeg: 4000 kg

- Maximális felszálló tömeg: 5380 kg

- Felületi terhelés: 183 kg/m²

- Bombaterhelés: 600 kg

### Meghajtás
- Motorok száma: 2 db

- Típus: M–103 V12 hengerelrendezésű, folyadékhűtésű benzinmotor

- Maximális teljesítmény: 716 kW (960 LE) motoronként

### Repülési jellemzők
- Maximális sebesség: 515 km/h (5000 m repülési magasságon)

- Legnagyobb repülési magasság: 8900 m

- Hatótávolság: 800 km

- Emelkedőképesség: 10,83 m/s

- Felszállási úthossz: 500 m

- Kigurulási úthossz: 500 m